# Alypiodes flavilinguis
Alypiodes flavilinguis là một loài bướm đêm trong họ Noctuidae.